# 何崇元
何崇元（1953年—），男，汉族，湖南人，曾任环球时报总编辑，人民日报社副社长，中华全国新闻工作者协会副主席，第十二届全国政协委员。